# Le ciel bleu coûte cher
Le ciel bleu coûte cher est un téléfilm français réalisé par Jacques Krier en 1967.

## Fiche technique
- Scénario : Jacques Krier
- Images : Jean Graglia
- Diffusion TV : 26 août 1967, 2e chaine de l'ORTF.

## Synopsis
Pour les jeunes des lycées techniques de Lyon, c'est la fin des études, le début des vacances et sans doute la séparation définitive.Sophie et Francis, 18 ans décident de ne pas se perdre de vue...

## Distribution
- Lyne Chardonnet: Sophie
- Francis Merle: Francis